# Upper Ammonoosuc River
Der Upper Ammonoosuc River ist ein linker Nebenfluss des Connecticut River im US-Bundesstaat New Hampshire.
Der Upper Ammonoosuc River hat seinen Ursprung in dem kleinen Bergsee Pond of Safety in den White Mountains auf dem Gebiet von Randolph. Der Fluss fließt in nördlicher Richtung. Am Oberlauf befindet sich der kleine Stausee Godfrey Pond. Ein kurzes Stück flussabwärts mündet der West Branch Upper Ammonoosuc River in den Fluss. Die New Hampshire State Route 110 verläuft mehrere Kilometer entlang dem Flusslauf. Der North Branch Upper Ammonoosuc River trifft rechtsseitig auf den Fluss. Der Upper Ammonosuuc River wendet sich allmählich nach Westen. Bei dem Ort Stark wird der Fluss von einer gedeckten Brücke überspannt. Der Upper Ammonoosuc River passiert Groveton, wo ihn eine weitere gedeckte Brücke überspannt. In Groveton befinden sich zwei Wasserkraftwerke am Fluss. Wenige Kilometer weiter flussabwärts liegt die Mündung in den Connecticut River. Der Upper Ammonoosuc River hat eine Länge von 68 km. Er entwässert ein Areal von 650 km². Der mittlere Abfluss am Pegel Groveton beträgt
13,6 m³/s.

## Gedeckte Brücken
- Stark Bridge, bei Stark[4]
- Groveton Bridge, in Groveton, 1852 erbaut[5]